# 中缅街
23°58′48″N 97°53′44″E / 23.98000°N 97.89556°E
中缅街是跨中华人民共和国与缅甸联邦共和国两国的街道，位于中国瑞丽市姐告边境贸易区和缅甸木姐市之间，中缅两国国境线81号附1号至83号界碑的两侧，全长约1.5千米。其中中方一侧称为中缅友谊街，属云南省瑞丽市姐告边境贸易区。缅方一侧则称为白象街，属掸邦木姐市。
中缅两国政府于1990年达成共识，参照中英街，在此地建设两国边民互市的街道。1993年4月23日，两国举行了“中缅友谊街”奠基典礼。
中缅街也有瑞丽口岸三条通道之一的边民出入境专用通道，俗称“小国门”，另外两条通道是芒稳货场货物出入境专用通道（过货国门）、国门礼宾通道（大国门）。